# Vingen (biograf)
Vingen var en biograf på Gamla Björlandavägen 145 i Göteborg, som öppnade 19 december 1957 och drevs och byggdes av Leif Harald Winqvist. Rolf Magnusson tog över 1960 och drev den till nedläggningen 2 januari 1962.